# بنو عزير
إمارة بنو عُزير (بالتركية العثمانية: "عزير" أو "اوزر")‏(بالتركية: Özeroğulları Beyliği)‏ هي إمارة تركمانية صغيرة حكمت الجزء الجنوبي من تشوكوروفا بين عامي 1374م و1516م. شملت أراضي الإمارة: باياس، إسكندرونة، دربساك (Derbsak)، إرزن ودورتيول . كانت قرية "أوزرلي" أو "عُزير لي" (Özerli)، الواقعة في قضاء دورتيول في ولاية هاتاي الحالية، عاصمة الإمارة. 
كانت إمارة بنو عُزير تقع في المنطقة العازلة بين الدولة العثمانية والدولة المملوكية. حاربت الإمارة المماليك حتى عام 1416م، ولكن بعد هذا التاريخ شكلت تحالفًا مع المماليك ضد العثمانيين.
فتح السلطان سليم الأول أراضي إمارة بنو عُزير عام 1516م وأصبحت الإمارة سنجقًا عثمانيًا.
يعيش أحفاد العائلة في دورتيول (العاصمة السابقة لإمارة بنو عُزير) وباياس في هاتاي. ولم يترك بنو عُزير أي مباني أو أوقاف.

## أصول الإمارة
تأسست إمارة بنو عُزير على يد عزير بك، الذي قدم من منطقة حلب إلى منطقة هاتاي. ويُعتبر بنو عُزير أول جماعة تركمانية تستقر في المنطقة. 
تعود أصول سلالة بنو عُزير التركمانية إلى فرع "أُوچوق" (بالتركية: Üçok)‏ من قبائل الأوغوز، ويُعتقد أنهم ينتمون إلى قبيلة "قينيق" (بالتركية: Kınık)‏ أو "أورغير" (بالتركية: Üreğir)‏. وإذا تم اعتماد انتسابهم إلى قبيلة "أورغير"، فمن الممكن أن تكون هناك صلة قرابة بينهم وبين أسرة بني رمضان الحاكمة.
كما توجد آراء أخرى تُرجّح انتماءهم إلى قبيلة "أفشار" (بالتركية: Afşar)‏ أو "دوغر" (بالتركية: Döğer)‏.

## معرض الصور

شعار قبيلة يورغير (بالتركية: Yüreğir)‏
شعار قبيلة دوغر (بالتركية: Döğer)‏
شعار قبيلة أفشار (بالتركية: Afşar)‏
شعار قبيلة قينق (بالتركية: Kınık)‏